# Fahrzeugmuseum Marxzell
Das Fahrzeugmuseum Marxzell ist ein privates Verkehrs- und Technikmuseum mit über 3600 Quadratmetern Ausstellungsfläche in Marxzell bei Karlsruhe.  

## Geschichte
Das Museum wurde 1968 in einem ehemaligen Sägewerk im damaligen Pfaffenroter Ortsteil Marxzell von Bernhard Reichert eröffnet und befindet sich seitdem in Familienbesitz. Der Beginn der Sammlung Reichert geht bis in das Jahr 1958 zurück. Bernhard Reichert sammelte Autos, Lokomotiven, Straßenbahnen und Zweiräder zunächst noch auf seinem Privatgelände im Karlsruher Stadtteil Durlach. Als Bernhard Reichert 1984 starb, führten seine Witwe Klara und seine beiden Söhne das Museum weiter.
Die Ausstellung mit Innen- und Außengelände ist dem Thema Mobilität im weitesten Sinne gewidmet. So gehören rund 200 Automobile, von den Anfängen des Automobilbaus bis zur Gegenwart, über 350 Motorräder und Mopeds, über 170 Fahrräder, über 20 Feuerwehrautos, ein Feuerwehrhubschrauber, über 100 Traktoren, Straßenbahnen, Lokomotiven, Kutschen, aber auch Motoren, landwirtschaftliche Maschinen sowie diverse technische Geräte zur Sammlung. Zur Sammlung gehört auch ein ausgestopftes zweiköpfiges Kalb und ein Dienstwagen von Günther Klotz, ein Mercedes-Benz 220, Baujahr 1962. Das älteste Auto der Sammlung ist ein Millot aus dem Jahr 1898.
Im historisch eingerichteten Kinoraum werden Kurzfilme aus den Anfängen des Automobils gezeigt. Ein kleines Wasserkraftwerk erzeugt in den Kellerräumen größtenteils den Strom für die Beleuchtung und den Betrieb des Museums. Die Exponate werden im Gebäude des ehemaligen Sägewerks, dessen Kellerräumen und in einer angebauten Halle ausgestellt. Im Juni 2013 wurde die Ausstellungsfläche um den ersten Stock dieser Halle auf insgesamt über 3600 Quadratmeter erweitert.

## Ausstellung
Einzelne Schwerpunkte der Ausstellung sind den Herstellern BMW, Citroën, Ford, Mercedes-Benz, Opel und Renault gewidmet. Klein- und Kleinstfahrzeuge wie z. B. NSU-Fiat Jagst 600 werden vorwiegend im Obergeschoss präsentiert, ergänzt durch eine umfangreiche Sammlung historischer Modellautos und Modellmotorräder.
Die Feuerwehrabteilung mit Einsatzfahrzeugen und Ausrüstungen ist in der großen Halle untergebracht. Von einem Feuerwehrhubschrauber dominiert findet man hier Fahrzeuge von Berliet, Ford, Hanomag, Magirus-Deutz, Mercedes-Benz, Opel und Volkswagen.
Zu den besonderen Automobilen in der Ausstellung gehören Adler Trumpf Junior 1936, Albrecht Behindertenfahrzeug 1954, Amilcar CGSS, Audi 3,2 Liter Typ 920, Darmont, Dixi 1928, Borgward Isabella Coupé, Citroën Kégresse, vier Fuldamobile, Gutbrod, Hanomag 2/10 PS 1925, Hansa 1100 1934–1939, Maico, Mathis EMY 4 1932–1935, Mauser Einspurauto, Meyra Modell 55, Millot, Mochet CM 100, NSU-Fiat Neckar, Piccolo 7 PS 1907–1908, Tornax Rex 1934–1936, Rolls-Royce Phantom III 1936,  SOMUA, Stoewer, Unic Krankenwagen, Villard, Wanderer W 25 K und Zündapp Janus. Überwiegend befinden sich die Fahrzeuge in unrestauriertem Originalzustand.
Besondere Motorräder in der Ausstellung sind von den Herstellern Böhmerland, DKW, Indian, Lutz, Megola mit Fünfzylinder-Gegenumlaufsternmotor, Ogar, Olympia Mosquito, Scheid-Henninger, Train 1924 und Triumph.
Unter den vorhandenen Schienenfahrzeugen befindet sich ein Beiwagen der ehemaligen Straßenbahn Dubrovnik, eine Dampfspeicherlokomotive, eine Feldbahndampflokomotive sowie eine Dampflokomotive der Georgsmarienhütte-Eisenbahn.

## Galerie

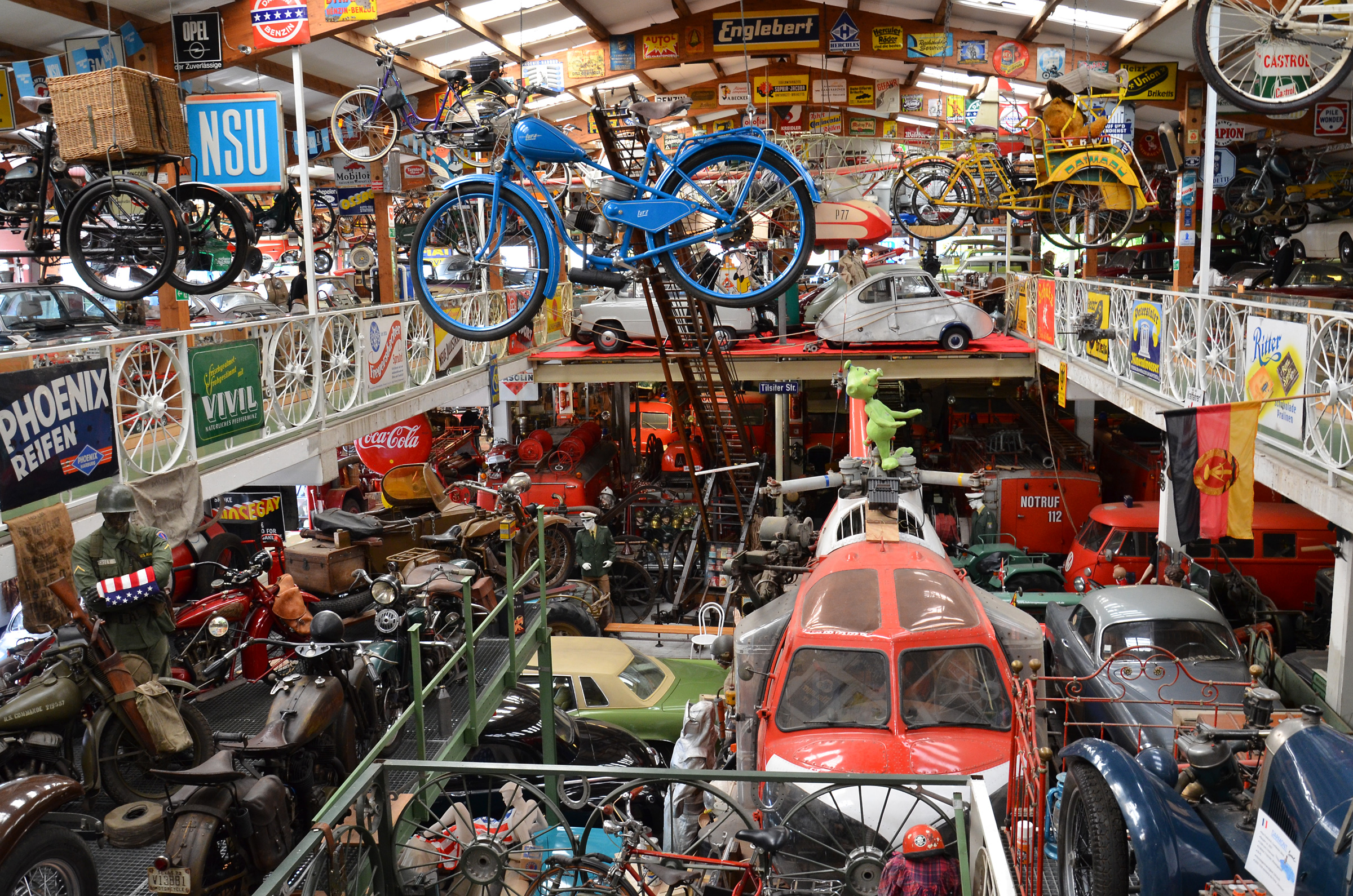
Übersicht große Halle mit Obergeschoss
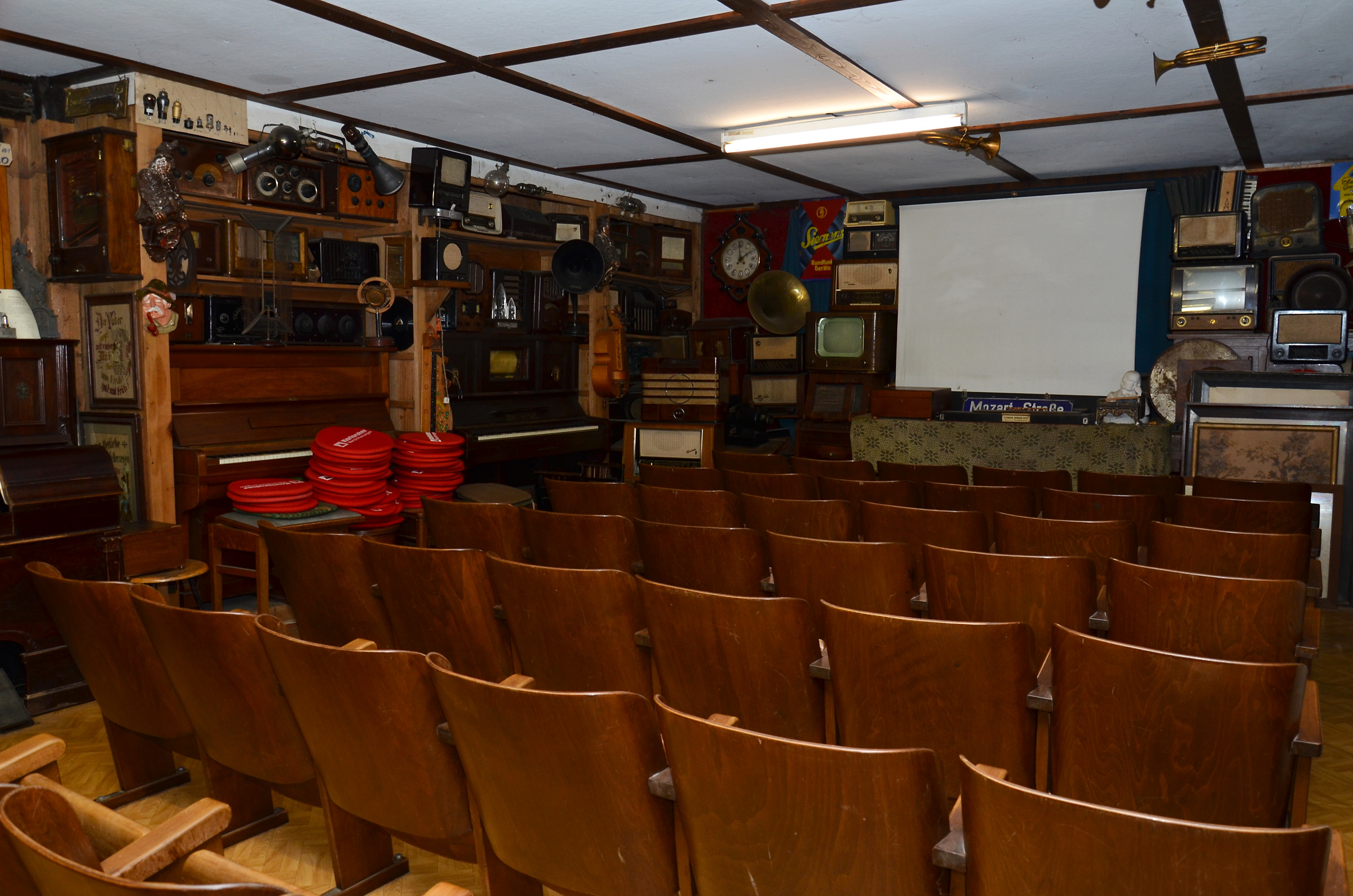
Kinoraum
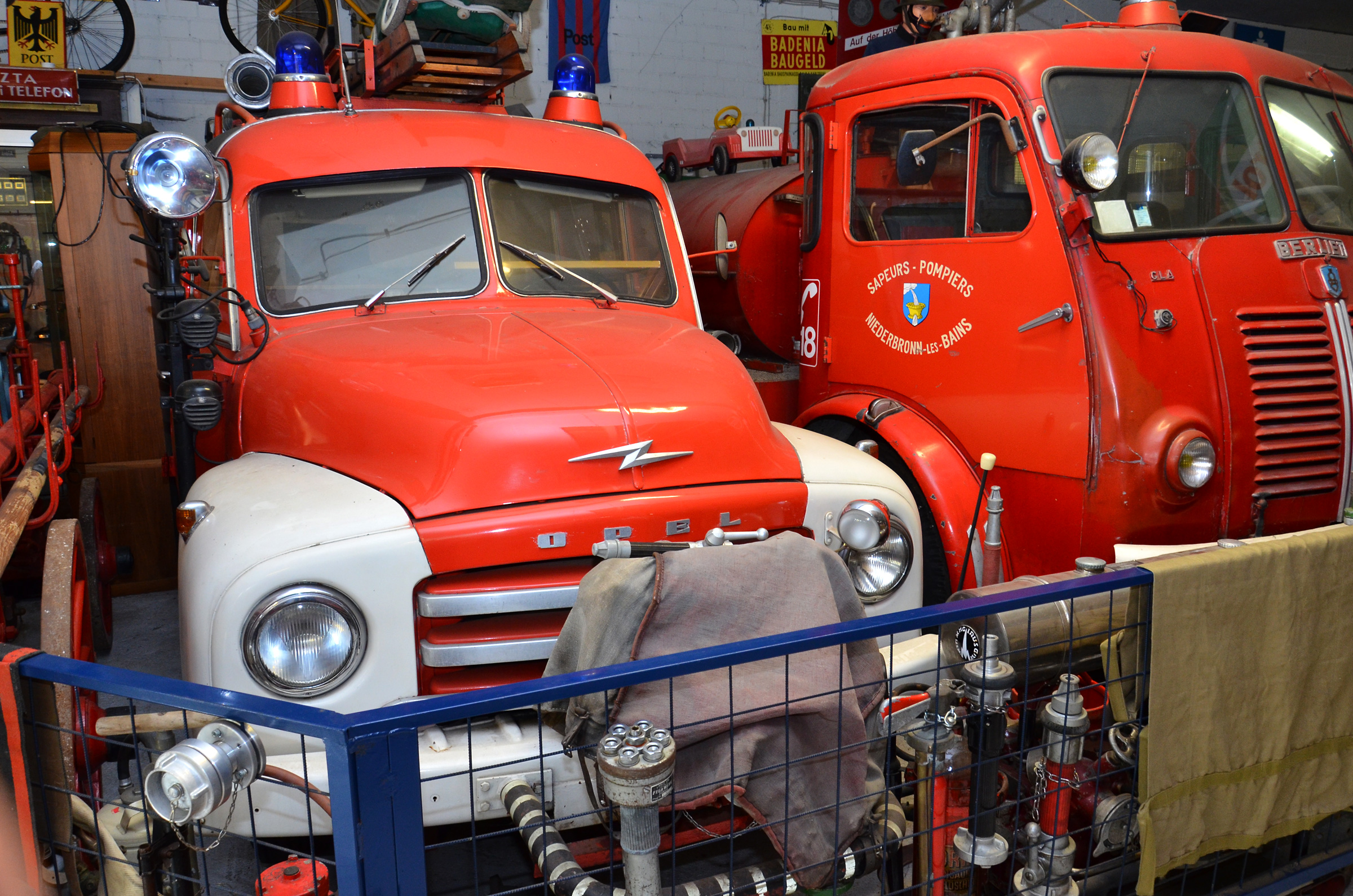
Opel Feuerwehrfahrzeug
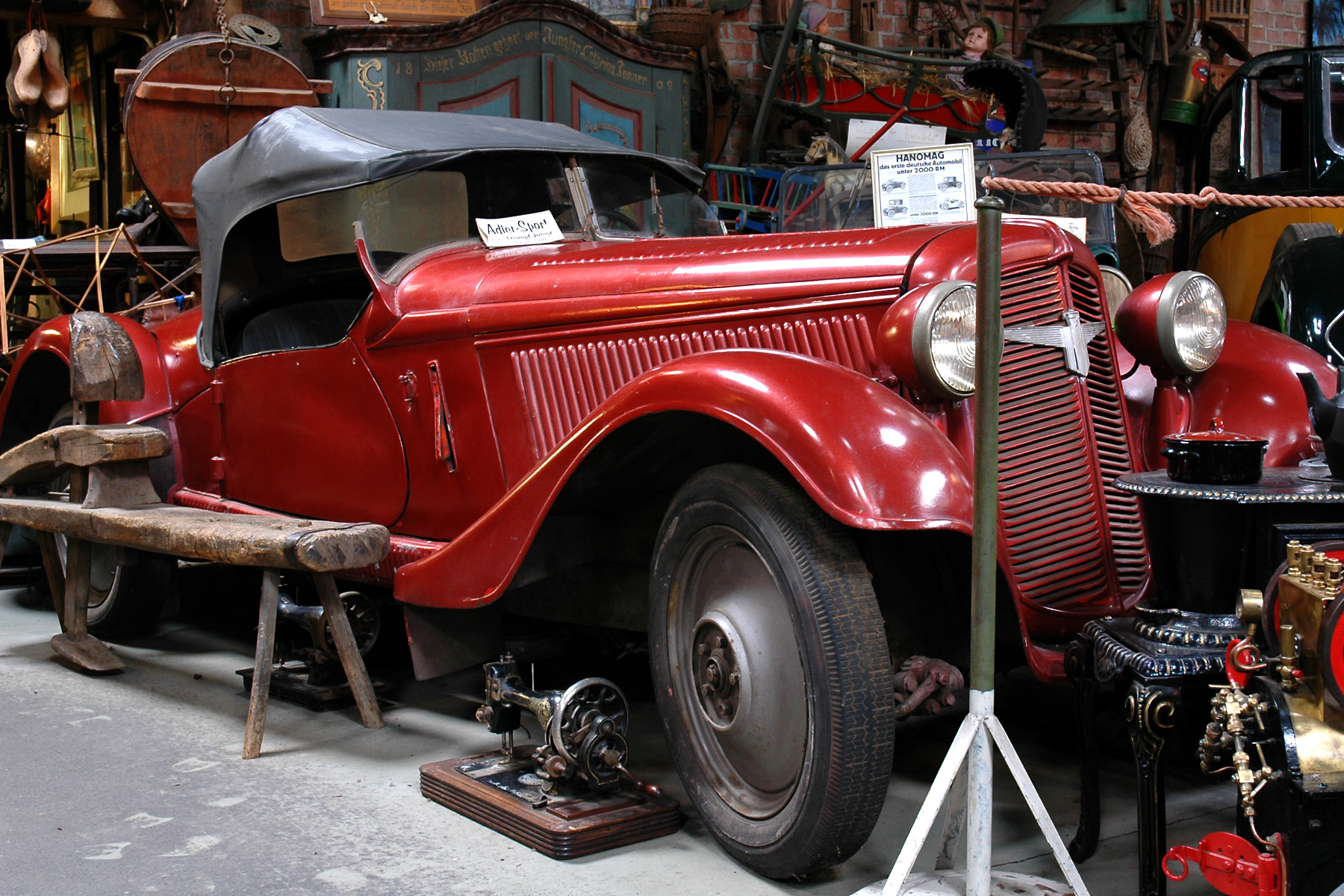
Adler Trumpf Junior Sport, Baujahr 1936
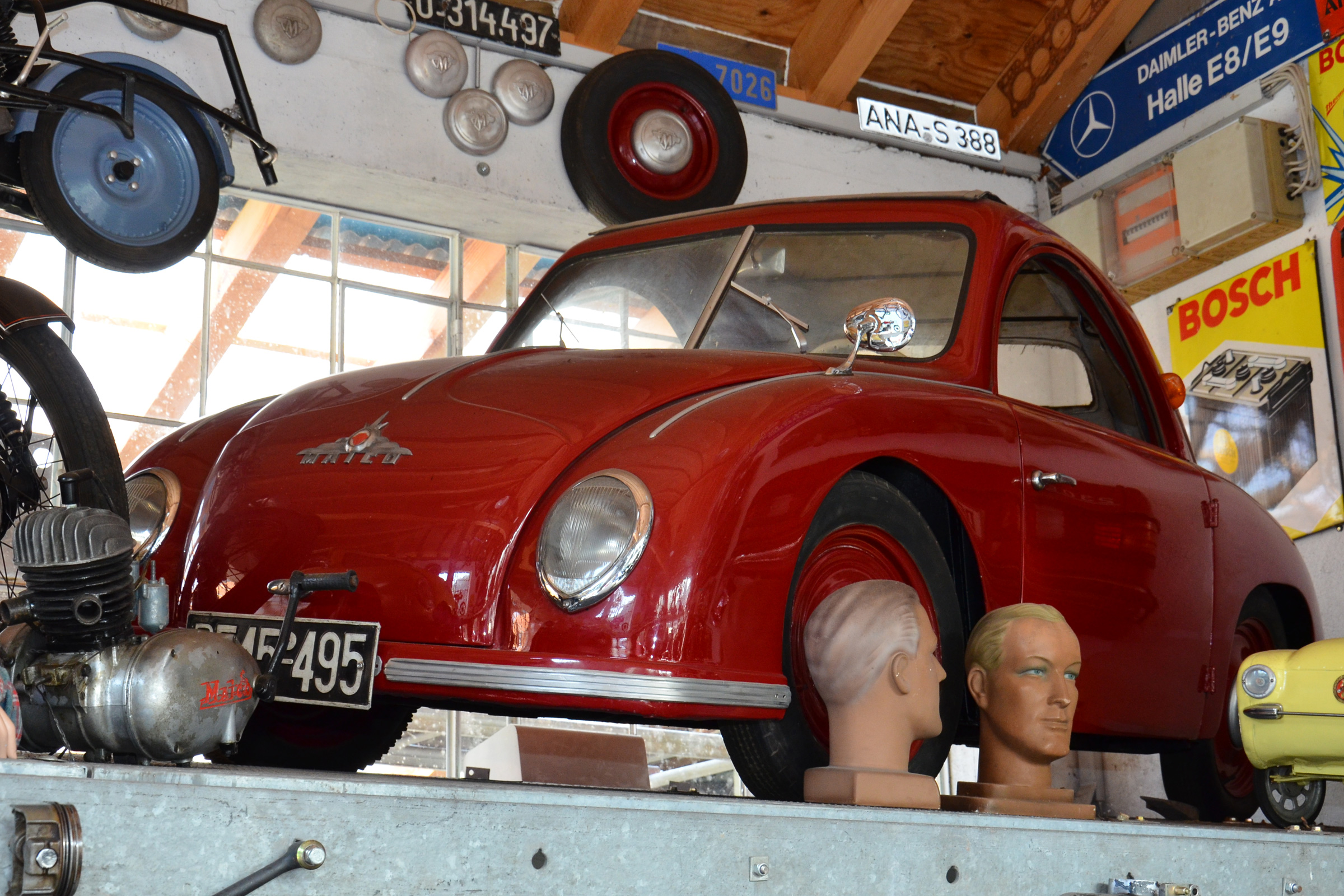
Maico Automobil
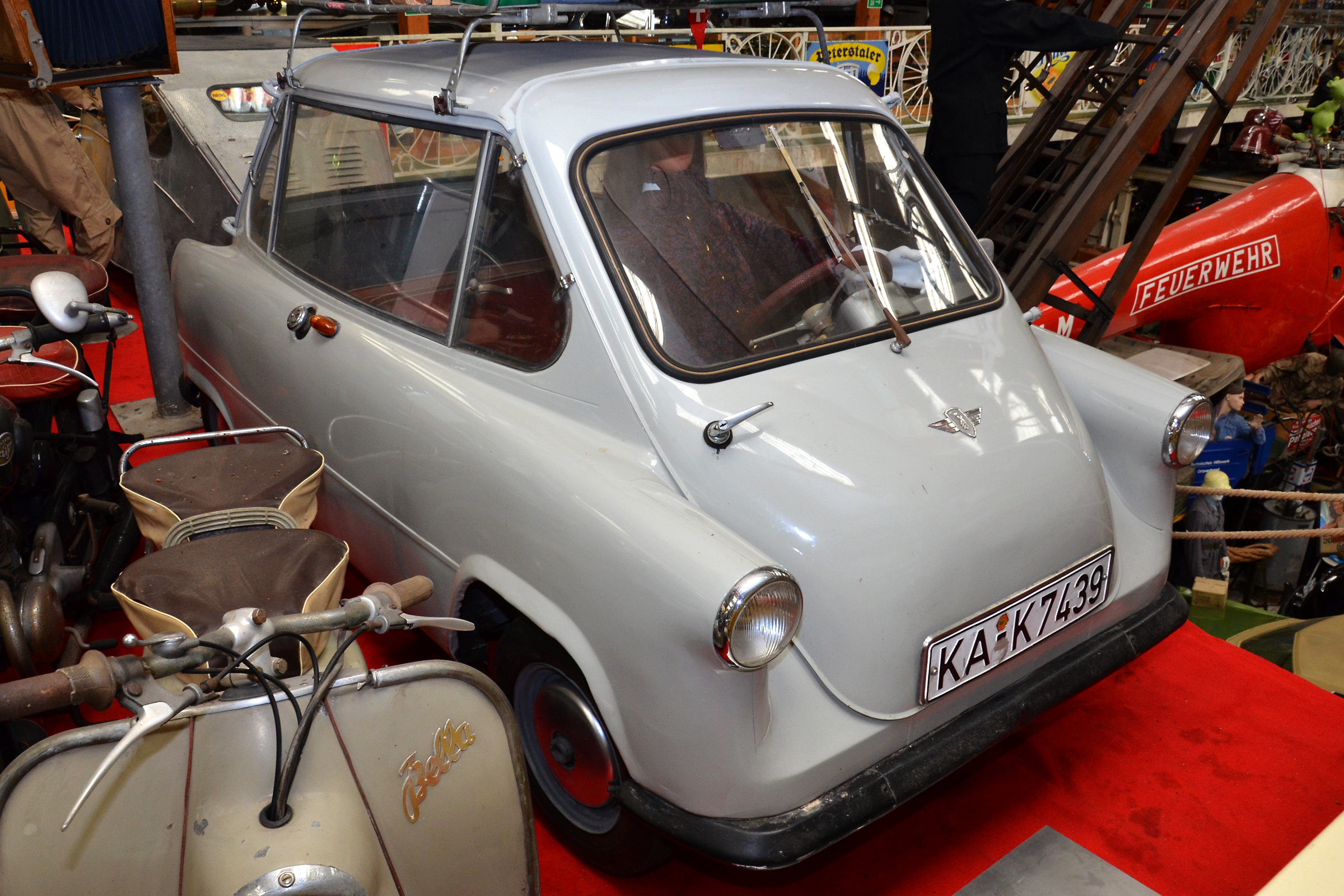
Zündapp Janus im Obergeschoss
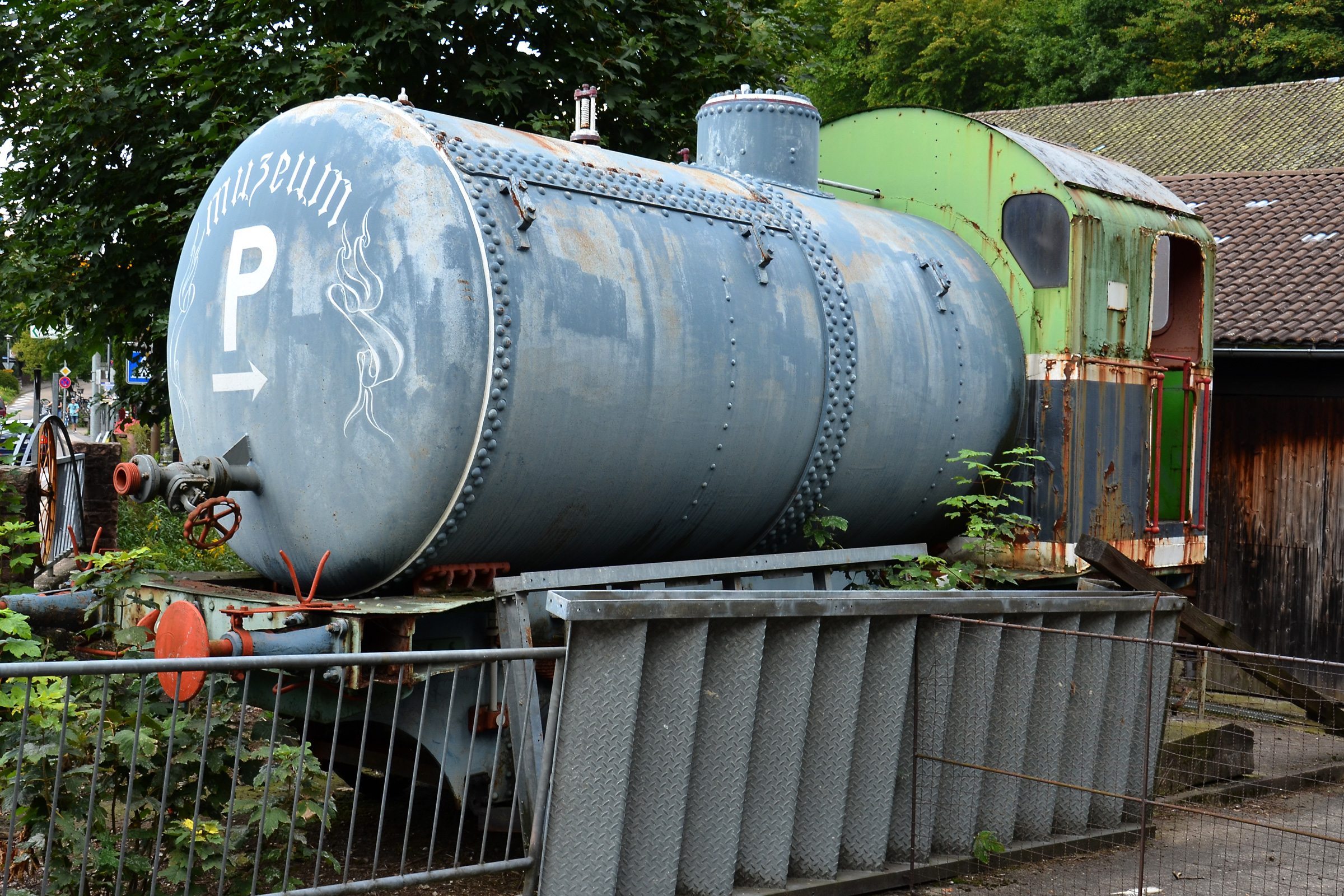
Dampfspeicherlokomotive im Außenbereich
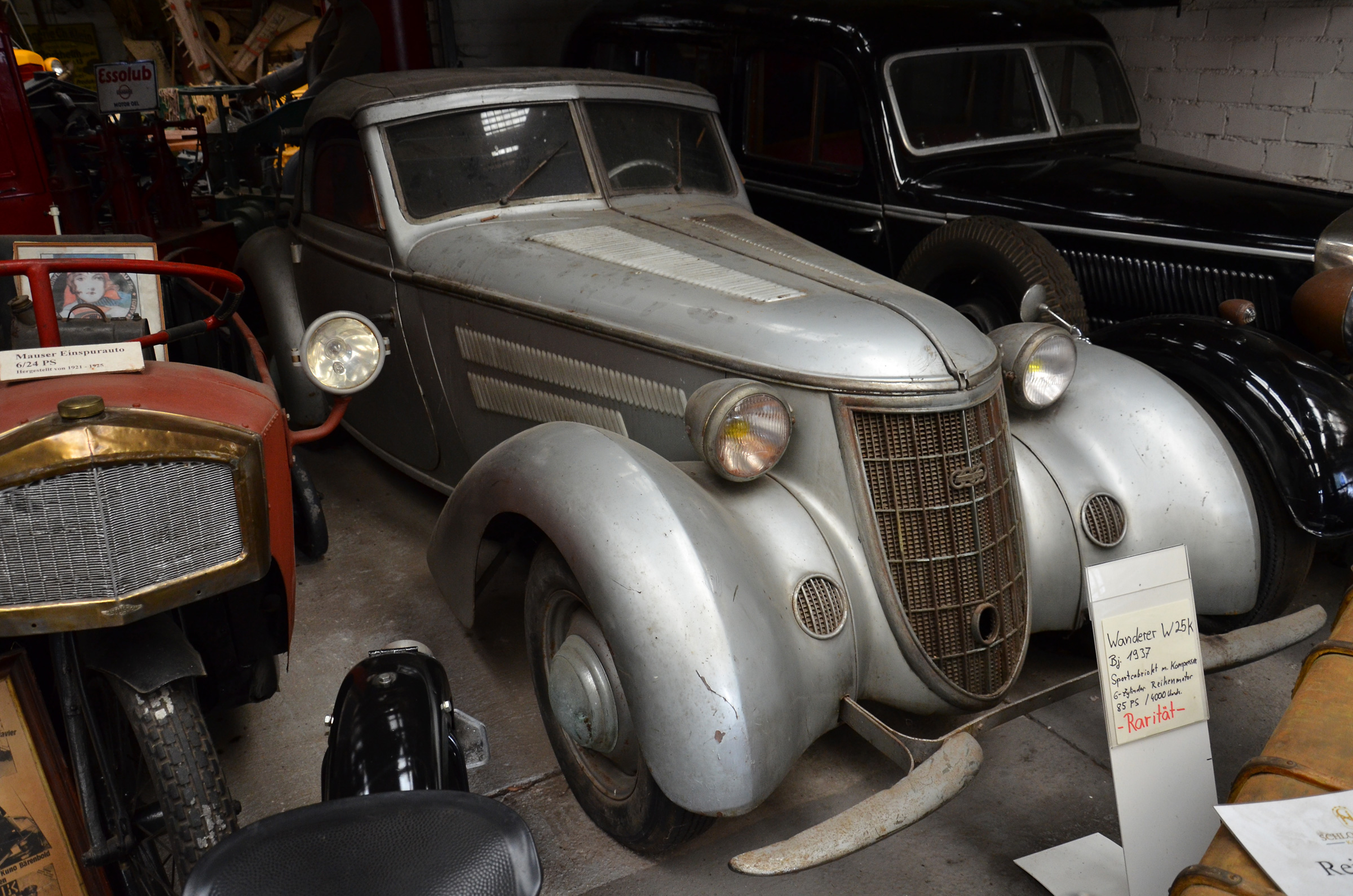
Wanderer W 25 K Baujahr 1937